# 烏克蘭海軍
乌克兰武裝部隊海军（烏克蘭語：Військово-Морські сили Збройних сил України，羅馬化：Viiskovo-Morski syly Zbroinykh syl Ukrainy，縮寫：ВМС ЗСУ) 是指乌克兰的海军部隊，它是乌克兰武装部队的一部分。
烏克蘭海軍由四種部隊组成，分別為水面部队、潜艇部队、海军航空兵、沿海火箭兵。

## 歷史

### 现代海军的建立（1992－1997）
苏联解体后，苏联武装部队的管理权移交给独联体联合武装部队，以等待各加盟国就前苏联武装部队的划分达成协议。1991年12月12日，乌克兰总统列昂尼德·克拉夫丘克发布了总统令，命令驻扎在乌克兰的所有军事编队在1992年1月20日之前宣誓效忠。绝大多数的黑海舰队单位无视了该命令。
1992年4月6日，乌克兰总统列昂尼德·克拉夫丘克克颁布法令，将黑海舰队划归乌克兰管辖。次日4月7日，俄罗斯总统叶利钦颁布“关于将黑海舰队移交给俄罗斯联邦管辖”的法令。4月9日，为了避免公开对抗，双方总统各自宣布撤销了这两项法令。
1992-1997年，乌克兰和俄罗斯总统以及两国其他领导人举行了多次会晤，就黑海舰队的划分进行了多次谈判。1993年7月14日，萨盖达奇尼酋长号护卫舰从刻赤的扎利夫造船厂抵达塞瓦斯托波尔。1994年4月15日，双方签署了关于解决黑海舰队的分阶段协议，协议规定乌克兰获得黑海舰队15-20%的船只。1997年5月28日，两国总理签署了划分黑海舰队的协议。

### 低谷期（1998－2014）
从1997年起，由于缺乏资金和忽视，大多数乌克兰海军舰艇已经报废或维护不善。到2009年，只有最初作为苏联边防军舰艇建造的萨盖达奇尼酋长号护卫舰能够执行长航时任务。
乌克兰海军和俄罗斯黑海舰队的联合演习于2010年恢复。
与其他武装部队一样，乌克兰的海军主要由苏联时代的装备组成。除了2009年完成设计但尚未建造的新型护卫舰外，没有出现任何重大的现代化计划。 
2013年，乌克兰海军旗舰萨盖达奇尼酋长号护卫舰参加了北约海洋盾牌反索马里海盗行动。2014年，旗舰萨盖达奇尼酋长号护卫舰参加了欧盟亚特兰大反索马里海盗行动。2014年3月3日，该舰被召回乌克兰以应对克里米亚危机。

### 俄乌战争（2014－至今）

#### 在克里米亞遭到俄軍襲擊重創
在俄羅斯聯邦併吞克里米亞之前，乌克兰海军的总部位于克里米亚的塞瓦斯托波爾。
2014年俄军入侵克里米亚，刚被任命烏克蘭海軍總司令的傑尼斯·別列佐夫斯基，卻旋即叛逃俄羅斯一方；注定了烏克蘭海軍幾乎全滅的命運。克里米亚危机期间，俄方在塞瓦斯托波尔港外凿沉船只堵塞航道使乌克兰船舰无法离开，致使烏克蘭當時沒來得及從克里米亞撤退的船艦被俄羅斯扣留。後來俄罗斯只把一些老舊的船隻還給烏克蘭。大多数烏克蘭海軍剩余船只撤退至敖德薩，海岸警卫队則撤退至亞速海沿岸的马里乌波尔。

#### 全面戰爭爆發後
2022年2月24日，佔領克里米亞的俄軍，向北方的烏克蘭赫爾松州進攻；打響烏克蘭南部戰役。最終目的為佔領所有黑海沿岸州分；控制烏克蘭所有的海岸線；摧毀剩下的烏克蘭海軍；與烏克蘭所有的海上力量。
別爾江斯克一處小型的海軍基地於當地時間2022年2月27日被攻入市內的俄軍佔領。同年3月3日，烏克蘭海軍旗艦格特曼·萨盖达奇内号护卫舰为避免被俄軍擄獲之後資敵、打擊己方士氣，在尼古拉耶夫港悲壮自沉。同日，乌海军美制斯拉维扬斯克号巡逻舰被俄海军反舰导弹击沉。4月13日，乌克兰海军利用国产的海王星导弹将俄罗斯黑海舰队旗舰，12,490吨的莫斯科號飛彈巡洋艦击沉。
2023年5月31日，俄军宣称击沉了乌克兰海军最后一艘战舰Yuri Olefirenko号，乌克兰海军则没有对该事发表评论。

#### 无人艇
乌克兰海军无人艇和无人潜航器在2022年起逐渐成为乌克兰打击俄罗斯黑海舰队的主力武器。2022年9月，第一种无人艇首次被公布，随后又陆续公布了MAGURA V5和“海上宝贝”两种自杀式无人艇、以及一种基于摩托艇基础的低成本自杀式无人艇；2023年5月和8月，乌克兰海军先后展示了两款新式无人潜航器。
自2023年8月起，乌克兰海军的无人自杀艇MAGURA V5取得较大战果，先后在海战中成功击毁了多艘俄军舰艇。

## 作战部队编制
自2018年以来，乌克兰海军的大部分作战部队已被组织成两个作战司令部——海上司令部和海军陆战队司令部。其他的如海军航空兵、通讯兵、工兵等单位直接隶属于海军总司令部，并为这两个下属的作战司令部提供支持。

### 海上司令部
- 区舰队，敖德萨
- 西部海军基地，敖德萨州新比利亚里
- 南部海军基地，尼古拉耶夫州奥恰基夫
- 东部海军基地，别尔江斯克（在别尔江斯克战役後失守[17]，目前成為俄佔札波羅熱一部分。）

### 海军陆战队司令部
- 第35海军陆战队步兵旅
- 第36海军陆战队步兵旅
- 第406炮兵旅
- 第32火箭炮团
- 第140侦察营
- 第7防空导弹营

### 直属海军司令部
- 第10海军航空旅

## 军事装备

### 直昇機
| 型号           | 图片 | 产地 | 类别       | 版本  | 细节                                                                               |
| -------------- | ---- | ---- | ---------- | ----- | ---------------------------------------------------------------------------------- |
| SH-3海王直昇機 |      | 英国 | 反潜直升机 | WS-61 | 英國國防部 (MOD)於2022年11月宣布，將贈與烏克蘭3架海王直升機，其中1架已抵達烏克蘭。 |

### 反艦飛彈
| 型号               | 图片     | 产地        | 类别         | 细节                                                                         |
| 反艦飛彈           | 反艦飛彈 | 反艦飛彈    | 反艦飛彈     | 反艦飛彈                                                                     |
| ------------------ | -------- | ----------- | ------------ | ---------------------------------------------------------------------------- |
| 海王星反舰导弹     |          | 乌克兰      | 中程反舰导弹 | 2021年服役。2022年俄军入侵乌克兰时黑海舰队旗舰莫斯科號飛彈巡洋艦遭此导弹击沉 |
| 魚叉反艦飛彈陸射版 |          | 美国        | 中程反舰导弹 | 2022年俄羅斯入侵烏克蘭由丹麥、美国、英国、荷兰等多国軍援                     |
| RBS-17反艦飛彈     |          | 美国 · 瑞典 | 短程反舰导弹 | 地獄火飛彈瑞典反舰版，2022年俄羅斯入侵烏克蘭由瑞典军援                       |

### 艦艇
| 型号                              | 图片 | 产地        | 类别               | 數量 | 细节                                                                          |
| --------------------------------- | ---- | ----------- | ------------------ | ---- | ----------------------------------------------------------------------------- |
| 岛级护卫舰                        |      | 土耳其      | 护卫舰             | 2艘  | 指揮官伊萬·馬澤帕號護衛艦於2022年10月2日下水 另一艘於2023年8月18日安放龍骨    |
| MAGURA V5                         |      |             | 多用途無人水面載具 |      |                                                                               |
| 「卡特蘭」無人艇                  |      |             | 多用途艦艇         |      |                                                                               |
| 舰队级无人水面舰艇                |      | 美国        | 無人快艇           | 未知 | 2022年俄罗斯入侵乌克兰期間由美國軍援                                          |
| 40PB                              |      | 美国        | 快艇               | 6艘  | 2022年俄罗斯入侵乌克兰期間由美國軍援共18艘各类快艇                            |
| 无畏海上方舟（Sea Ark Dauntless） |      | 美国        | 快艇               | 10艘 | 2022年俄罗斯入侵乌克兰期間由美國軍援共18艘各类快艇                            |
| 小型河道艇                        |      | 美国        | 快艇               | 2艘  | 2022年俄罗斯入侵乌克兰期間由美國軍援共18艘各类快艇                            |
| 掃雷艇                            |      |             |                    |      |                                                                               |
| 桑頓級掃雷艦                      |      | 英国        | 掃雷艦             | 2艘  | 俄羅斯入侵烏克蘭期間由英國軍援                                                |
| MK VI 巡邏艇                      |      | 美国        | 掃雷艇             | 8艘  | 2022年俄罗斯入侵乌克兰期間由烏克蘭向美國購買8艘首艘接近完工並進行艤裝下水儀式 |
| 金屬鯊45反抗巡邏艇                |      | 美国        | 掃雷艇             | 20   | 2022俄烏衝突由美國軍援                                                        |
| 阿爾克馬爾級掃雷艦                |      | 比利时 荷蘭 | 掃雷艇             | 2    | 2022俄烏衝突由軍援                                                            |

## 歷任最高指揮官
- 1992－1993：鲍里斯·鲍里索维奇·科任（英语：Boris Kozhin）中將
- 1993－1996：弗拉基米尔·格拉西莫维奇·别斯科罗瓦伊内（英语：Volodymyr Bezkorovainy）中將
- 1996－2003：米哈伊尔·布罗尼斯拉沃维奇·叶热利（英语：Mykhailo Yezhel）中將
- 2003－2006：伊戈尔·弗拉基米罗维奇·克尼亚济（乌克兰语：Князь Ігор Володимирович）中將
- 2006－2010：伊戈尔·约瑟福维奇·捷纽赫（英语：Ihor Tenyukh）上將
- 2010－2012：维克托·弗拉基米罗维奇·马克西莫夫（乌克兰语：Максимов Віктор Володимирович）上將
- 2012－2014：尤里·伊万诺维奇·伊雷因（英语：Yuriy Ilyin）上將
- 2014－2014：杰尼斯·瓦连京诺维奇·别列佐夫斯基少將
- 2014－2016：谢尔盖·阿纳托利耶维奇·盖杜克（英语：Serhiy Hayduk）中將
- 2016－2020：伊戈尔·亚历山德罗维奇·沃龙琴科（英语：Ihor Voronchenko）中將
- 2020－至今：阿列克谢·涅伊日帕帕中将